# دائرة الكويف
دائرة الكويف  إحدى دوائر ولاية تبسة الجزائرية . عاصمتها هي بكارية وتضم بلديات : 
- بكارية
- بولحاف الدير
- الكويف